# Lars Nevanlinna
Lars Theodor Nevanlinna, före 1906 Neovius, född 21 april 1850 i Fredrikshamn, död 5 maj 1916 i Helsingfors, var en finländsk pedagog. Han var son till Edvard Engelbert Neovius och bror till Edvard Rudolf Neovius.
Nevanlinna var filosofie doktor och från 1874 lektor i matematik vid svenska reallyceet i Helsingfors. Han utgav, för elementarskolornas behov, många mycket använda läroböcker i matematik. Under Nikolaj Bobrikovs tid utnämndes han 1902 till överinspektor vid Skolöverstyrelsen; han lyckades delvis genomföra sitt program: inga svenska statsskolor i övervägande finska trakter. Som ordförande i föreningen Finska folkskolans vänner arbetade han nitiskt för grundläggandet av finska folkskolor i svenska trakter. Han var även skapare av den finskspråkiga stenografin (Gabelsbergers).
Han var ingift i släkten von Törne. 